# Storeberg
Storeberg är en herrgård i Tådene socken i Lidköpings kommun. Den ligger vid Vänern och intill Storebergsån, omgiven av en storslagen park av gamla ekar. Gården är bebyggd med en karaktärsbyggnad av sten med två flyglar varifrån man har god utsikt över sjö och land. Mellan husen och landsvägen till Lidköping och Tun finns park och lusthus. På andra sidan vägen mitt emot godset ligger Tådene kyrka.

## Om namnet Storeberg
Storeberg hette under medeltiden och fram på 1600-talet Tådene, liksom socknen. Tådene som namn på storgården förekommer tidigast år 1331, de Thotheni, se nedan. Två gånger år 1339 de Thodhene, se nedan om Algots testamente, och vid år 1376 i Thodhene. På 1400-talet skrivs det Thodene år 1456, och Todna år 1496. Under 1500-talet förekommer varianter som; Todenne år 1541, Tådenne år 1542 och 1588, Tådene år 1546-71, och Thådenne år 1576. Liknande varianter förekommer under 1600-talet och senare. Storegården omtalas vid år 1685. Först år 1715 omtalas Storebärg, sedan Storeberg från år 1725. Det ursprungliga namnet kan vara Storegården. En hypotes är att namnet utbytts till Storeberg efter upptagandet av hemmanet Berg, som sedermera ingår i Storeberg säteri .

## Kända ägare
Gården omtalas redan 1331  som bebott av en Algot, Algotus de Thotheni, sannolikt av Krummesläkten. År 1339 har denne upprättat sitt testamente . Till Tådene kyrka, där han väljer sin grav, och prästbordet därstädes, testamenterar han andelar i de gods som en Götulf arrenderat, samt gods såsom Dotteren, Loberg och Väster Guldhög, för läsande av själamässa en gång i veckan i evärldlig tid. Han ger 1 mark silver till Marie kyrkan i Skara, S:t Olofs kyrkan i Skara, till svartbröderna i Skara, samt till gråbröderna i Skara. Till biskopen i Skara som betalning på sin skuld testamenterar han sin svarta häst med mundering. Till sin maka sin bruna gångar och till sin son Nils sitt svärd och sin dolk, sadel och betsel, till dottern Ingrid en ny gryta. Till kyrkoherden Haraldo i Tun sin stora båt och till kyrkoherden Haraldo i Händene sin isgrå livhäst .
Testamentet skall ha förvarats i Tådene kyrka i original tills det i början av 1700-talet inhämtades till Stockholm av Johan Peringskiöld. Som ersättning gjordes en kopia till Storeberg, som ibland förväxlats med originalet i litteraturen. Originalet tycks numera vara förkommet .

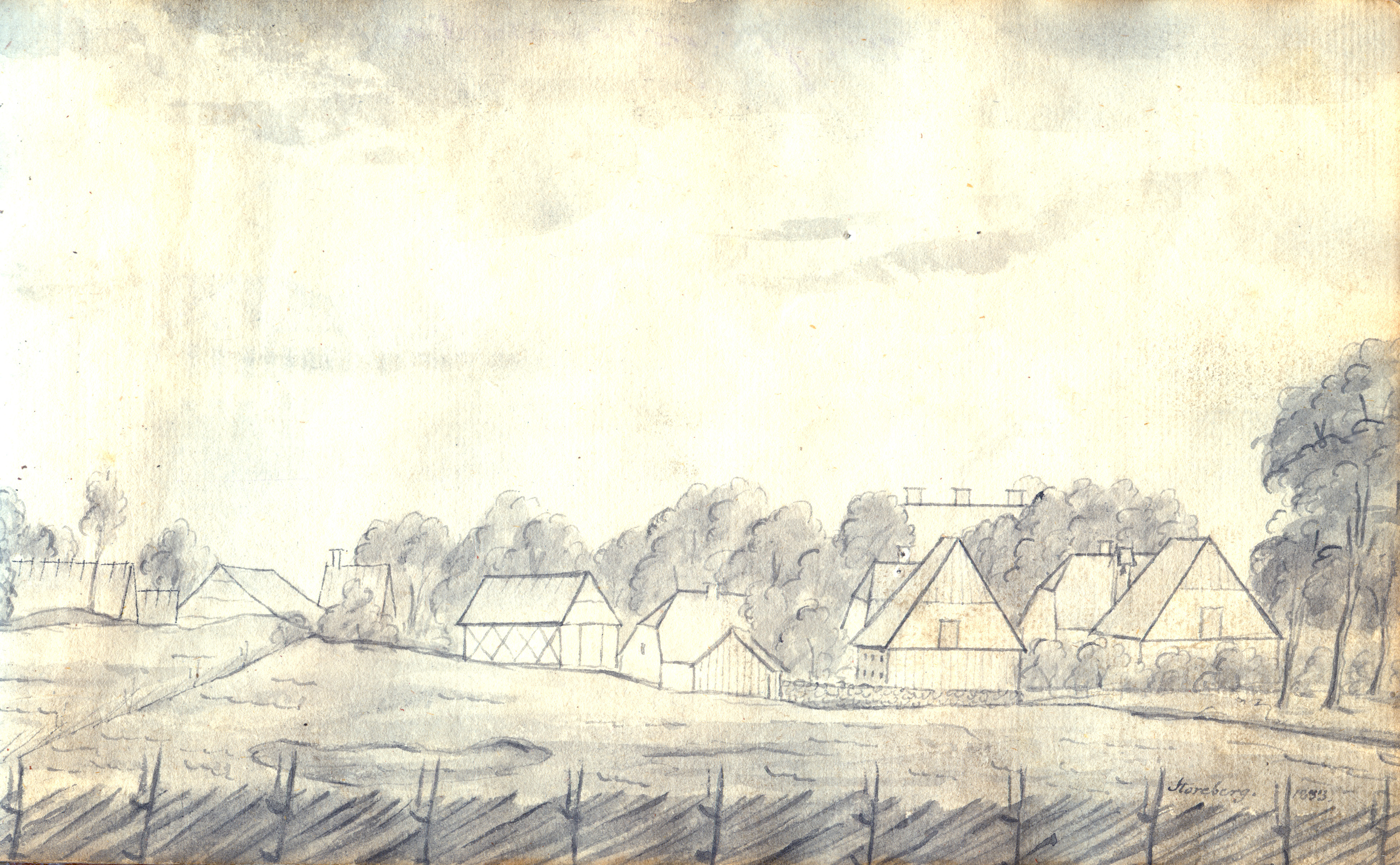
Laverad tuschteckning av godset, daterad 1833 av Johan Gustaf Thun.

Vid mitten av 1400-talet lär den ha tillhört Björn Nilsson Vinge, lagman i Värmland . I början av 1500-talet beboddes den av Nils Krumme, häradshövding i Dalsland, som skrev sig till sätesgården Tådene. Genom Ingeborg Krumme synes Tådene kommit till Lage Axelsson Posse av adelsätten Posse, och med deras dotter Anna Posse till Peder Jonsson Lilljesparre, stallmästare hos Sigismund 1594 och ihjälslagen av hertig Karls folk år 1598. Dennes dotter Ingeborg Lilljesparre förde gården genom gifte 1621 med assessorn vid Göta hovrätt, Jöns Filipson Bonde till Borrud. Denne står i 1643 års rusttjänstlängd som ägare av Tådene Storegård. Han avled 1662 och begravdes i Fredbergs kyrka. Deras son Carl Filip Bonde ärvde godset efter moderns död 1651. Han var major vid Västgöta kavalleriregemente och dog på Storeberg år 1659. År 1685 ägdes gården av dottern jungfru Brita Bonde, som genom gifte förde egendomen vidare till översten Gabriel Lilliehöök. År 1699 fick denne och hans arvingar patronatsrätt till Tådene pastorat. Som överste i Västgöta-Dals regemente stupade han i slaget vid Fraustadt 1706. Brita fick leva här en tid som änka och avled 1739. Båda begravdes i sockenkyrkan och vilar under det ännu kvarstående gravkapellet. Deras dotter, Ingeborg Lilliehök, förde Storeberg till sin man kammarherren greve Carl Bonde af Säfstaholm. Denne dog dock barnlös år 1755.
Fyra år senare ägdes säteriet av Per Theodor König, senare direktör på Ostindiska kompaniet. Efter hans död 1800 sålde hans arvingar Storeberg år 1807 för 50 000 specier till grosshandlaren Jonas Kjellberg (1752-1832) i Göteborg. Då han dog utan bröstarvinge övergick godset till hans brorson Anders Jonas Kjellberg (1788-1877) och efter hans död bodde hans änka Amalia Kjellberg kvar.. Deras son Jonas Henrik Reinhold Kjellberg (1823-1896) tog över efter faderns död. Han var gift med Harriet Sinclair och deras äldste son Jonas Malcolm Kjellberg, född 1850, brukade först Frielsberg som vid denna tid hade kommit i släktens ägo . Han ägde gården fram till sin död år 1921.  Sonen Jonas Roland Kjellberg, 1878-1962, övertog egendomen av fadern år 1921 och styrde godset första tiden från Lilleberg. I och med att han sålde Storeberg år 1933 till major Herbert Jacobssons avslutade han den över 100-åriga Kjellbergska epoken på godset. Han flyttade först tillbaka till Frielsberg men flyttade 1943 till Goentorp . Herbert Jacobsson företog vissa ombyggnader av huvudbyggnaden 1936-37. Efter sin död år 1949  sålde hans efterlämnade maka, fru Karin Jacobsson, Storeberg till kapten Owe Letzén år 1950. Dennes son, Hans Letzén, övertog anläggningen 1981  .

## Huvudbyggnaden
Storeberg räknas till de medeltida gårdar som anlagts med hänsynstagande till försvarets krav, d.v.s. att den varit befäst . Den Algot Krumme som skrev sig till Thodene i början på 1300-talet hade troligen också sin sätesgård där den nuvarande huvudbyggnaden står. Det är en spännande höjdplatå, halvt omgiven av Storebergsån. Här syns dock inga lämningar av gravar i övrigt. På kanten av höjdplatån, sydväst om nuvarande byggnaden, finns en välvd tvårummig källare. Den är ca 10 x 5 meter och dateras till senare medeltiden . Enligt en uppgift  brann det äldsta "corps de logiet" ner på 1600-talet.
Nuvarande huvudbyggnadens grund anses vara från 1600-talet . Bottenvåningen har ett kök, övervälvt av ett vackert tunnvalv med stickkupor, samt även andra rum med korsvalv eller tunnvalv. I äldre beskrivningar anges huset vara uppfört av tegel i två¨våningar . En äldre ingångsportal i kalksten finns kvar som bär årtalet 1778. På 1870-talet genomgick en omfattande restaurering varvid en påbyggnad gjordes av mittbyggnaden. Arkitekt för arbetet var Adrian Peterson som även gjorde ritningen till den nya Tådene kyrka . År 1938 företogs ombyggnadsarbeten igen efter en på godset befintlig gammal ritning . Den östra flygeln tillkom och i samband med detta arbete hittades en vigselring från år 1647 som tillhört den tidigare ägaren Carl Philip Bonde.

## Övrigt om gården
Storeberg var på ett helt mantal, och under sätesgården lydde flera stora gårdar, utspridda på olika socknar. Direkt under Storeberg låg 5 3/4 mantal fördelat på sex gårdar. Ytterligare sex gårdar med ett totalt mantalsvärde av 4 1/8 i socknarna Tranum och Friel tillhörde också Storeberg, totalt ägde Kjellberg alltså 9 7/8 mantal. Genom ägandet av Storeberg kom Kjellberg i praktiken att äga större delen av socknen Tådene.. År 1909 var arealen 2000 tunnland, varav hälften skog, taxerades till 368000 kronor. Vid Letzéns tillträde på 1950-talet var driften baserad på avelsdjur och där fanns en besättning 170 djur av SRB-rasen. Detta minskades ner till ett femtiotal och istället satsades på svinavel som såldes i tusentals på år. Egendomen bestod då av 2100 tunnland. Jordbruket hade helt makaniserats och drevs av tio traktorer. Av arbetshästarna fanns endast tre kvar för skogskörslor. 
På Storeberg fanns även en 7-håls golfbana och dessutom drev Litzén framgångsrik avel av galopphästar. Gården hade eget tegelbruk, mejeri och elverk. Vattenkvarnen gick när det var flod i ån, denna byggdes om till sågverk . På 1930-talet var godset ett samhälle i sig med 350 personer i direkt anknytning till driften. Idag sköts jordbtuket mycket rationellt och 3-5 anställda svarar för jordbruksdrift och djurhållning beroende på årstid . 
Till sista kan nämnas att moderträdet till Storebergsäpplet planterades an gång av König på godset. Trädets tidigare härstamning är okänd. Det var sedan Jonas M. Kjellberg som förökade trädet. Äldre träd av sorten lär fortfarande finnas kvar på flera ställen på gården.

## Fotnoter
1. ↑  Lundahl, Ivar; Ortnamnen i Skaraborgs län, del VIII, Kållands härad, Lund 1963, sid 75-76.
2. ↑  Svenskt diplomatarium, band 4, häfte 1, 1853, brev nr 2855, sid 217; Kyrkoherden Helge i Länghem ger sin gård Weby i Hellestad socken och ett nybygge i Hjertlanda till biskopsbordet i Skara. Algotus är den femte som bevittnar av sex, dat. Läckö 12 juni 1331.
3. ↑  Svenskt diplomatarium, band 4, häfte 2, 1856, brev nr 3419, sid 655-656, dat. 22 april utan ort.
4. ↑  Sammanfattad översättning till svenska av F. Ödberg i Förteckning på äldre handlingar, Västergötlands fornminnesförenings tidskrift, band 3, häfte 3-4, 1912.
5. ↑  Fischer, Tore; 1954, sid 116, skriver ”vilket ännu förvaras på Storeberg”. Jon. Walin gjorde en avskrift på kopian i Tådene som ingår i Riksarkivets ”Acta medii aevi”. Ytterligare en avskrift finns i Celcii Monumenta Palmskiöldiana, sid 168; se Svenskt diplomatarium, band 4, häfte 2, sid 655, not *. Riksantikvarie Johan Hadorph gjorde ett besök i Tådene på 1660-talet och nämner dokumentet i sin reseskildring. Det är sannolikt att det var just han som ersatte det med en kopia och förde originalet till Stockholm; Hadorph, Johan: Reseanteckningar om Läckö grefskap, af år 1669 och 1671, tryckt i Västergötlands fornminnesförenings tidskrift, band 2, häfte 1, sid 74.
6. ↑  Styffe, Carl Gustaf; Bååth Ludvig Magnus (1911). Skandinavien under unionstiden: med särskildt afseende på Sverige och dess förvaltning åren 1319 till 1521 : ett bidrag till den historiska geografien (3. uppl. /[utgifvare: L. M. Bååth]). Stockholm: Norstedt. sid. 153–154. Libris 8197917
7. ↑  Dalslands diplomatarium, P. A. Wiktorsson, 1996, Brev nr 250; Han håller landsyn på uppdrag av lagmannen och riddaren Ture Jönsson (Tre rosor), dat. Årnäs år 1509; jac Niels Kromme i Thodene heret hoffdingh pa Daal, etc.
8. ↑  Lundahl, Ivar (1961). Det medeltida Västergötland. Nomina Germanica, 0349-3075 ; 12. Uppsala. sid. 146–147. Libris 420697
9. ↑  Höjer, Magnus (1882). Konungariket Sverige: en topografisk-statistisk beskrifning. D. 2, Götaland. Stockholm: Seligmann. sid. 1425–1426. Libris 232697
10. 1 2  Höjer, Gunnar: Sven Persson berättar om Tådene och Storeberg, 2001, sid 24.
11. ↑  Svenska slott och herresäten vid 1900-talets början. Ny följd. Västergötland, etc. Red. A. Roosvall, 1922.
12. ↑  Höjer, Gunnar: Sven Persson berättar om Tådene och Storeberg, 2001, sid 24-25, Slott och herrgårdar kring Lidköping, Tore Fischer, 1954, sid 118.
13. ↑  Bertilsson, Bertil: Västergötlands befästningar och herremansborgar från äldre medeltiden, V.F.T. del 5, häfte 2, 1942, sid 54.
14. ↑  Lovén, Christian: Borgar och befästningar i det medeltida Sverige, 1996, sid 480.
15. ↑  Fischer, Tore, 1954, sid 116.
16. ↑  Lovén, Christian, 1996.
17. ↑  Lindskog, P. E. Försök till en korrt beskrifning om Skara stift. Tryckt 1985 / Faksimil av utg. 1812-16. Sid 294-295; manbyggnaden af sten, 2:ne våningar hög. Utsigten är förträfflig, dels af skog helt nära gården, dels och ännu mera af Sjön Wenern med åtskillige holmar på några 100 alnars afstånd, så att man kan se alla fartyg, som gå mellan Wenersborg, Lidköping, Mariestad m.m.".
18. ↑  Roosvall, Albin, 1922, sid 4, Höjer, Gunnar: Sven Persson berättar om Tådene och Storeberg, 2001, sid 66.
19. ↑  Fischer, Tore, 1954, sid 118.
20. ↑  Höjer, Gunnar: Sven Persson berättar om Tådene och Storeberg, 2001, sid 67.
21. ↑  Unda Maris Årsbok 2004-2008 - Sjöfartsmuseet i Göteborg 75 år, utgiven av Föreningen Göteborgs Sjöfartsmuseum, Göteborg 2008, s. 60, "Godsägaren Jonas Kjellberg".
22. ↑  Roosvall, Albin, 1922, sid 16, Wrangel, Bertha; Storeberg, anrikt gods vid Vänern, tidningsart. 1957, Lindskog, P. E. Försök till en korrt beskrifning om Skara stift. Faksimil 1985, sid 296.
23. ↑  Höjer, Gunnar: Sven Persson berättar om Tådene och Storeberg, 2001, sid 19.
24. ↑  Höjer, Gunnar: Sven Persson berättar om Tådene och Storeberg, 2001, sid 72.

- Storeberg i Nordisk familjebok (andra upplagan, 1918)